# Indolestes alleni
Indolestes alleni är en trollsländeart som först beskrevs av Tillyard 1913.  Indolestes alleni ingår i släktet Indolestes och familjen glansflicksländor. IUCN kategoriserar arten globalt som otillräckligt studerad. Inga underarter finns listade i Catalogue of Life.